# Pierre Trottier
Pierre Trottier est un écrivain québécois né à Montréal le 21 mars 1925 et décédé dans cette même ville le 9 avril 2010. Il a remporté le prix David en 1960. Il est fils de Louis J. Trottier et de Marie-Rose Lalumière.
Poète et essayiste, Pierre Trottier fait des études classiques au Collège Sainte-Marie et Jean-de-Brébeuf où il obtient un baccalauréat en 1942. Il détient également une licence en droit de l'Université de Montréal. Il travaille ensuite comme chef de service à la Chambre de commerce du district de Montréal de 1946 à 1949, puis au ministère des Affaires extérieures du Canada. Il occupe divers postes diplomatiques à Moscou, à Djakarta, à Londres et à Paris, avant d'être nommé ambassadeur du Canada au Pérou de 1973 à 1976, puis ambassadeur auprès de l'Unesco en 1979. Il est également membre du Conseil de rédaction de la revue Liberté et il collabore à Cité libre.
À Paris, il est notamment collègue d'Henri-Paul Koenig.

## Prix
- Prix David pour Les Belles au bois dormant en 1960
- Prix de la société des gens de lettres pour Le Retour d'Œdipe en 1964.
- Membre de la Société royale du Canada depuis 1978 et de l'Union des écrivaines et des écrivains québécois